# Cronache del '22
Cronache del '22 è un film collettivo del 1961 diretto da Stefano Ubezio, Guidarino Guidi, Moraldo Rossi, Francesco Cinieri e Giuseppe Orlandini.

## Trama

### Incontro al mare
Dopo aver dato una "lezione" a una persona sorpresa durante un raid notturno per vendicare la scritta "Viva Lenin" Franco, uno squadrista fanatico che si prepara per andare a marciare su Roma incontra casualmente su una spiaggia Maria, una ragazza che dice di non essere nemmeno italiana. Nonostante i tentativi di dissuasione del giovane, la ragazza fa un bagno. Dopo di che vivono il loro momento d'amore e Maria chiede a Franco di stare sempre insieme con lei. Dopo di che lo porta in una pineta che il giovane definisce il fascismo identificando alcuni alberi con i nomi dei gerarchi fascisti: Italo Balbo, Michele Bianchi, un altro per sé e il più grosso naturalmente per "lui", Mussolini. La ragazza chiede al giovane fanatico un coltello, ma questi ha solo un temperino, con il quale incide sulla corteccia la sua iniziale, che il giovane interpreta immediatamente come Mussolini. Al che gli dice che è quella del suo nome. A quel punto il giovane sente cantare: sono i "camerati" che stanno andando verso Roma. Nello scendere lungo la scarpata per raggiungerli Franco cade. Per Maria è l'ultimo tentativo per chiedergli di non andare. Ma Franco si rialza e raggiunge il "camerata" che lo stava cercando. Si va verso Roma. Col treno? No, a piedi. Il giovane protesta in quanto mancano 60 km. Al che il camerata gli risponde che ne mancano 48, stanno passando per una scorciatoia. L'episodio si conclude con una didascalia "E fu così che nacque un gerarca".

### Giorno di paga
Ninì e Paolo son due piccoli truffatori che, con l'aiuto di un complice, Fabrizio, che fornisce loro i nomi dei "camerati" che non andranno a ritirare i soldi che vengono riconosciuti ai partecipanti alla marcia su Roma. Dopo aver assistito all'aggressione a un sacerdote, incominciano il loro giro attraverso i luoghi dove vengono consegnati questi soldi fino a che non arrivano in un teatro dove una cantante si sta esibendo. Come solista e come ballerina insieme a una soubrette e a dei fascisti. Con il complice hanno concordato che dopo quest'ultimo colpo andranno insieme a mangiare. Nini fantastica aggiungendo il cinematografo. Ma in teatro va male: il "camerata" che gestisce la borsa conosce l'uomo che Paolo si finge di essere. E coinvolge i due giovani in un pranzo a un'osteria. Accortosi della complicazione, Fabrizio, vedendoli salire su una carrozzella decide di svignarsela. Giunti all'osteria i "camerati" rimandano via il vetturino senza pagarlo. Non soddisfatti della cantante e della soubrette, vedendo una contadina, gli squadristi tentano di prenderla per spassarsela e quando il marito di lei accorre lo picchiano selvaggiamente. Accortosene il "camerata" responsabile della borsa cerca di riportare l'ordine lasciando soli Nini e Paolo che a quel punto decidono di portarla via. Al termine del parapiglia, i "camerati" si accorgono della sparizione della borsa e decidono di inseguire Paolo e, vicino a delle mura, gli sparano e l'uccidono. A quel punto Ninì accorre e mentre ne prende il capo fra le braccia dice ai "camerati" che non era quello il nome che aveva detto loro.

### Spedizione punitiva
Un gruppo di squadristi legge una scritta su un muro "Viva il socialismo" e parte per una spedizione punitiva. La prima vittima è un povero anziano che vilmente aggrediscono facendogli bere l'olio di ricino lasciandolo svenuto ai pedi di un albero. Dopo di che salgono fino a una casa distruggendo tutto quello che trovano. Uno dei più giovani, Gianni, scopre casualmente nascosta in un ripostiglio Rita, una ragazza che riconosce in lui un ragazzo con cui si erano conosciuti anni addietro. Il ragazzo fa finta di niente e dopo che gli altri "camerati" lasciano la casa cerca di dedicarle un po' di attenzione nel tentativo di consolarla. Fino a rinvenire un grammofono miracolosamente rimasto intatto con il quale incomincia a ballare con lei. A questo punto compaiono sulla porta il padre e il fratello di Rita imponendole di andare nell'altra stanza. E dopo aver costretto il giovane in un angolo anziché vendicarsi lo cacciano dalla casa. Nel frattempo s'è fatta notte e Rita saluta Gianni dalla finestra

### La nuova legge
Un gruppo di squadristi non vestiti in camicia nera irrompe nell'ufficio di un maresciallo imponendogli di fare uscire il suo commilitone dalla stanza per intimargli di smettere le indagini su di un camorrista divenuto "eroe" dopo la partecipazione alla marcia su Roma, tale Gaspare Micozzi. Il maresciallo resiste all'intimidazione e caccia dall'ufficio i cinque giovani. Egli incomincia a cercare le conferme delle deposizioni a carico del Micozzi da un venditore ambulante, da un signore anziano e dal farmacista ricevendo da tutti dei dinieghi o quanto meno non ne ottiene. Dopo di che una sera viene portato fuori dai "camerati" e, probabilmente sotto gli occhi del "camorrista", viene picchiato, gli viene fatto bere l'olio di ricino e costretto a firmare le dimissioni. Un giorno, mentre la moglie è uscita a fare la spesa e il commilitone passa a salutare l'ex maresciallo seduto sulla scala si presentano due personaggi che, saputo quello che è successo chiedono di "parlare". Dopo che egli dice loro che non è più maresciallo, rispondendogli che lo sapevano ed è proprio per questo si son presentati, riescono a convincerlo a entrare in casa per fargli la proposta per cui lo sono venuti a trovare.

### Lo squadrista
Giustino Santini, un ricco proprietario di una villa che ha un favore da chiedere a uno squadrista lo invita a pranzo. Lo squadrista si presenta con la squadra e convince il "camerata" e soprattutto la signora a trasformare il "pranzo in salotto" in un picnic nel bosco. Cameriera insidiata in particolare da un "camerata" e "famigli" seguono lo squadrista con cui il marito della donna sta sempre cercando il momento buono per "parlare". Quando finalmente è giunto si mettono tutti a ballare, danzando il charleston, in particolare coinvolgendo la cameriera Vera. Al che l'indomito squadrista coinvolge la signora in un "tango italiano" guancia a guancia. A questo punto la signora si accorge di aver perso le sue perle. Tutti a cercarle. La signora si accorge che uno dei "camerati" se ne è messe in tasca qualcuna e dopo aver chiesto di perquisirli ottenendone uno sprezzante diniego li accusa. La situazione precipita e lo squadrista sceglie come migliore soluzione di andarsene. Raggiunta l'auto decide però di verificare se la signora aveva delle ragioni e scopre che ben due "camerati" hanno perle in tasca. A questo punto da uomo tutto d'un pezzo decide di restituirle, ma il problema è come. Al che Riccardo, l'unico "camerata" che non ne aveva rubate escogita la soluzione: dare le perle al partito. Trovandosi investito del "modo" di farlo dall'integerrimo squadrista

## Produzione
Il direttore della fotografia Antonio Secchi è accreditato come Tony Secchi, Pier Ludovico Pavoni come Pierludovico Pavoni e l'operatore alla macchina in "Incontro al mare" come Gigi Kuveiller. Il regista e sceneggiatore Giuseppe Orlandini come Beppe Orlandini.
Il film costituisce la prova di regia di almeno due aiuti di Federico Fellini, Guidarino Guidi e Moraldo Rossi, rispettivamente autori del secondo episodio ("Giorno di paga") e del terzo ("Spedizione punitiva"). Di quest'ultimo Moraldo Rossi viene accreditato anche soggettista e sceneggiatore.

## Colonna sonora
Le canzoni Nel '22 sognavo già l'amore, Proprio oggi, Sulla strada che va a Reggio e La prima volta sono state scritte da Dario Fo e Fiorenzo Carpi, e interpretate da Laura Betti, incluse nell'EP Quattro canzoni con Laura Betti dal film Cronache del '22 (Jolly, 26/01/1962, EPJ 3009, distribuzione Saar).